# Fernpasstunnel
Der Fernpasstunnel, eigentlich speziell Fernpassscheitel-Tunnel, im österreichischen Bundesland Tirol ist ein projektierter, 1360 Meter langer Scheiteltunnel für den Straßenverkehr, der unter dem Fernpass hindurchführen und 100 Millionen Euro kosten soll.

## Geschichte
Die Route über den Fernpass von Tirol in den Raum Allgäu ist schon seit der Römerzeit bedeutend (Variante der Via Claudia Augusta) und neben der Inntal-Route in den Raum München die wichtigste regionale Alpentransitroute über die Nordalpen. Sie bietet nach Süden Anschluss an den Brennerpass und den Reschenpass und ist als Fernpassstraße (B 179) gut ausgebaut. Neben der Straße gab es bereits im Jahre 1906 Pläne für einen Eisenbahntunnel unter dem Fernpass, die in Zusammenhang mit den Plänen einer Reschenbahn standen. Der Ausbau der Straße steht im Kontext der Diskussionen um die Belastung Tirols durch den europäischen Nord-Süd-Transit und die Verlagerung des Güterverkehrs auf die Schiene, die der Brenner-Basistunnel bringen soll. In jüngeren Jahren hat sich der Verkehr über den Fernpass durch den Ausbau der deutschen A 7 intensiviert; es besteht aber ein allgemeines Fahrverbot für Lastkraftfahrzeuge mit einem höchstzulässigen Gesamtgewicht von mehr als 7,5 t. Ein Ausbau als Autobahn erscheint wegen der Alpenkonvention und Anrainerwiderständen prinzipiell undurchführbar.
Für den Pass selbst gibt es seit Mitte der 2000er Jahre wieder konkretere Pläne; sie wurden von der Landesregierung Platter (ÖVP/Grüne) 2016 in der Fernpass-Strategie formuliert. Insbesondere in einer Studie 2012 waren schon einige Trassenvarianten konkret bewertet worden. Die Kostenschätzung für den favorisierten Verlauf belief sich für Stand 2014 auf etwa 75 Mio. Euro. Dieser Plan sieht ein Westportal im Bereich der Haarnadelkurve bei ca. km 7,8 der B 179 und ein Ostportal knapp vor dem Blindsee vor, mit einem kurzen weiteren Tunnelabschnitt zwecks Anbindung am Radschuhbichl. Parallel wird auch wieder an einer Studie für Bahntrassenoptionen vom Inntal nach Ehrwald gearbeitet.
Im Oktober 2016 wurde mit Probebohrungen zur Untersuchung der Geologie und Hydrologie begonnen, und Landeshauptmann Platter kündigte einen Baubeginn für das Jahr 2019 an.
Während der Bürgermeister von Füssen im Allgäu auf weniger Staus durch den Tunnel hofft und eine Förderung durch die EU fordert, würde laut einer Studie des Landes Tirol ein Tunnel, der aufgrund der Alpenkonvention nur zweispurig geführt werden könnte, keine Entlastung auf der Strecke bringen. Die Staus würden sich durch mehr Blockabfertigung sogar verschärfen und der Tunnel – in Verbindung mit dem Tschirganttunnel – mehr Verkehr anziehen. Eine Besserung sei nur zu erwarten, wenn der Bettenwechsel der Urlauber vom Samstag auf den Sonntag ausgedehnt würde. Aus diesen Gründen sprachen sich auch die Bürgermeister von Reutte und Biberwier gegen den Tunnel aus.
Dessen ungeachtet kündigte Platter Anfang 2018 den Baubeginn für das Jahr 2021 und die Fertigstellung für 2025 an. Der Bauantrag sollte im März oder April 2018 im neu gewählten Tiroler Landtag eingebracht werden. Die zu dieser Zeit für Verkehrspolitik zuständige Landeshauptmann-Stellvertreterin Ingrid Felipe (Grüne) kündigte keinen Widerstand gegen die Pläne an.
Die Kronenzeitung meldete Ende März 2019 eine Bestätigung der Außerferner Nationalrätin Elisabeth Pfurtscheller, dass der Fernpassscheiteltunnel „so gut wie fix“ sei. Ein Indiz dafür sei in Nassereith zu finden: Die dortige Feuerwehr habe in Absprache mit dem Land Tirol bereits ein Tunnelfahrzeug bestellt und werde im Jahr 2020 ein Fahrzeug mit Bergeausrüstung erhalten.
2021 wurde nicht mit dem Bau begonnen, die schwarz-grüne Landesregierung legte das Tunnelprojekt vorher auf Eis. Begründet wurde dies mit dem Streit über eine Bemautung der Strecke, den grundsätzlichen Bedenken der Grünen gegenüber dem Projekt und dem schlechten Ergebnis des Tschirganttunnels bei einer Nutzwertanalyse, der dem Fernpasstunnel vorgelagert sein soll. Im April 2023 unternahm die neue Regierung aus ÖVP und SPÖ einen neuen Anlauf zur Umsetzung des Projekts. Josef Geisler, Landesrat für Straßenbau, sprach von einem „baldigen Baubeginn“. Allerdings wird der Tunnel weiterhin von verschiedenen Seiten kritisiert, unter anderem von den Bürgermeistern von Reutte und Lermoos, da das Verkehrsaufkommen noch gesteigert wird.

### Fernpasspaket 2024
Im Jänner 2024 legte die Tiroler Landesregierung unter Landeshauptmann Anton Mattle (ÖVP) ein Fernpasspaket dem Landtag vor:
1. 2026–2029 Bau einer zweiten Röhre im Zuge des Lermooser Tunnels – 250 Mio. € Kosten
2. Ab 2030 Sanierung der alten Röhre (3168 m)
3. 2026–2028 Bau des 1,4 km langen Fernpasstunnels, der 4,8 km der Passstrecke ersetzt und mit 70 statt 200 Höhenmeter auskommt – 160 Mio. €
4. Maßnahmen entlang der Strecke – 90 Mio. €
5. Einführung der Mautpflicht – Pkw: Einzelfahrt 14 €, Jahreskarte 140 €
6. Außerfernförderung für Haushalte – je nach Haushaltsgröße 150–200 €/Jahr

Stand Juli 2025 rechnet das Land Tirol mit Baubeginn 2026 und Inbetriebnahme 2029.